# Renato Sarti (attore)
Renato Sarti (Trieste, 26 gennaio 1952) è un attore, drammaturgo e regista italiano.

## Biografia
Dopo avere frequentato l'Istituto D'Arte Drammatica di Trieste (incontrandovi numerosi giovani che in futuro diverranno dei professionisti dello spettacolo, tra cui Franco Però, Roberto Piaggio, Luisa Crismani, Marcellina Ruocco, Ugo Vicic, Mauro Likar), si reca a Milano e, come attore, si forma con Giorgio Strehler e per molti anni collabora con il Teatro dell'Elfo partecipando a molti
spettacoli con la regia di Elio De Capitani, Ferdinando Bruni, Gabriele Salvatores fra cui lo storico Comedians (con
Gigio Alberti, Claudio Bisio, Antonio Catania, Silvio Orlando, Gianni Palladino, Paolo Rossi, Bebo Storti).
Come drammaturgo consegue numerosi e prestigiosi premi tra cui si ricordano: Premio IDI con Carla Nicoletti, Premio Vallecorsi con Ravensbrück, due segnalazioni e un premio produzione al Premio Riccione per il Teatro con Filax Anghelos e "I me ciamava per nome 44.787 - Risiera di San Sabba" -, Premio Gassman per La nave fantasma.
Nel 1991 Giorgio Strehler ha messo in scena, con l'interpretazione di Giuliana De Sio, un suo atto unico, Libero.
Nel 1992 Valeria Moriconi interpreta il ruolo protagonista in Ravensbrück (regia di Massimo Castri) rappresentato anche in Belgio (con la scenografia di Josef Svoboda), in Svizzera e a Parigi.
Nel 1995, all'interno della Risiera di San Sabba a Trieste, in occasione del cinquantennale della Liberazione, ha diretto la lettura scenica La memoria dell'offesa, con Giorgio Strehler, Paolo Rossi, Moni Ovadia, Omero Antonutti, Bebo Storti, Barbara Valmorin.
Come regista e autore di teatro comico ha collaborato con Paolo Rossi (Sulla strada ancora 2009), Ale&Franz, Flavio Oreglio, Max Pisu, Sergio Sgrilli, e lo Zelig Cabaret di Milano.
Nel 2001 fonda, nella periferia milanese di Niguarda, il Teatro della Cooperativa e negli anni produce numerosi spettacoli tra i quali Mai Morti con Bebo Storti (ospite fra l'altro al Piccolo Teatro di Milano nel 2003 e al Teatro Eliseo di Roma nel 2005) e La nave fantasma scritto con il giornalista Giovanni Maria Bellu e Storti (in tournée presso il Teatro Eliseo, Teatro Greco Antico di Siracusa entrambi nel 2005). Per l'attività svolta con il Teatro della Cooperativa ha ricevuto il premio Hervivez.
Dal 2002 inizia al Teatro dell'Elfo la tournée del monologo drammatico Mai Morti, "lo sfogo tragico di un nostalgico di Salò." Il monologo è recitato da Bebo Storti, mentre Sarti è autore del testo e regista. Alla prima dello spettacolo a Roma, facinorosi di destra irruppero in sala e dovette intervenire la polizia.
Nel 2007 scrive, insieme al regista Franco Però, È vietato digiunare in spiaggia - ritratto di Danilo Dolci, testo che ha visto interpretare il ruolo di Piero Calamandrei da illustri personaggi, fra gli altri: l'ex Presidente della Camera Fausto Bertinotti, Gian Carlo Caselli, Moni Ovadia, Gherardo Colombo, Virginio Rognoni, Don Andrea Gallo, Nedo Fiano (sopravvissuto ad Auschwitz), Carlo Lucarelli, l'attore Omero Antonutti, Norina Brambilla Pesce (moglie del
Comandante Giovanni Pesce, Medaglia d'oro al valor militare della Resistenza), Vincenzo Consolo, Gianni Barbacetto, Marco Travaglio.
Nel 2008 debutta in prima nazionale al CRT di Milano Sogno di una notte di mezza estate con una compagnia di diciotto attori di cui un terzo stranieri.
Nel 2009 cura i testi e la regia di tre produzioni del Teatro della Cooperativa: Chicago Boys, Servi scritto in collaborazione con lo scrittore e musicista Marco Rovelli ed infine Muri – prima e dopo Basaglia (testo finalista al Premio Riccione, presentato in anteprima al Mittelfest di Cividale del Friuli) e che ha aperto la stagione 2010-2011 al Piccolo Teatro di Milano con l'interpretazione straordinaria di Giulia Lazzarini.
Il 14 maggio 2010 riceve il Premio Isimbardi dalla Provincia di Milano perché considerato “(…) un esempio di artista capace di tenere insieme, con il suo Teatro della Cooperativa, la passione civile con la vena comica e drammatica”.
È stato autore televisivo di Zanzibar, e nel 2009 di Paolo Rossi per la trasmissione di Fabio Fazio, Che tempo che fa.
Attualmente sta collaborando con Giulio Cavalli, Carlo Lucarelli e Giancarlo Caselli alla realizzazione del nuovo spettacolo L'innocenza di Giulio – Andreotti non è stato assolto, prodotto dal Teatro della Cooperativa.

## Filmografia

### Attore
- Sogno di una notte d'estate, regia di Gabriele Salvatores (1983)
- Notti e nebbie, regia di Marco Tullio Giordana (1984) - serie TV
- Sotto il ristorante cinese, regia di Bruno Bozzetto (1987)
- Kamikazen - Ultima notte a Milano, regia di Gabriele Salvatores (1988)
- Provvisorio quasi d'amore, regia di Bruno Bigoni (1988) - episodio Occasioni di shopping
- I ragazzi di via Panisperna, regia di Gianni Amelio (1989)
- La cattedra, regia di Michele Sordillo (1991)
- Veleno, regia di Bruno Bigoni (1993)
- Nirvana, regia di Gabriele Salvatores (1997)
- Fuori dal mondo, regia di Giuseppe Piccioni (1999)
- La vita è un gioco, regia di Fabio Campus (2000)
- Come si fa un Martini, regia di Kiko Stella (2001)
- Don Chisciotte e ..., regia di Bruno Bigoni (2006) - documentario
- La variabile umana, regia di Bruno Oliviero (2013)
- Revolution, Baby, regia di Alessandro Stellari (2013) - cortometraggio
- Nome di donna, regia di Marco Tullio Giordana (2018)
- Esterno notte, regia di Marco Bellocchio (2022)
- Rapito, regia di Marco Bellocchio (2023)
- Maria Montessori - La Nouvelle Femme (La Nouvelle Femme), regia di Léa Todorov (2023)

## Opere
- Matilde e il tram per San Vittore, con Sergio Escobar, Bologna, Cue Press, 2018. ISBN 9788899737542.
- Io santo, tu beato, di e con Bebo Storti, con Paolo Rossi, Bologna, Cue Press, 2018. ISBN 9788899737689.
- Mai morti, con Louis Pascal, Bologna, Cue Press, 2019. ISBN 9788899737733.

## Riconoscimenti
- Ambrogino d'oro
  - 2003